# Стари Влах
Стари Влах је историјска и географска област на југозападу Србије. Обухвата области сјеверно од ријеке Лима и источно од Дрине, у сливу Моравице и Увца сјеверно од Сјенице.
На западу се Стари Влах граничи са Босном, на југозападу са Херцеговином, на југоистоку са Рашком облашћу, на истоку са Шумадијом, а на сјеверу са Колубарском облашћу.
Стари Влах је административно распоређен у оквирима Златиборског и Моравичког округа. Обухвата општине Прибој, Пријепоље, Нову Варош, Чајетину, Ужице, Ариље и Ивањицу, као и дијелове општине Сјенице.
Стари Влах је планинска регија, па се становништво бави углавном сточарством. Отуда и води име – влах је био назив за сточара. Област је богата водом. У регији се развија сеоски туризам. На Старом Влаху се налазе масиви Златибора и Златара. Они одређују подјелу Старог Влаха на Златиборски Стари Влах (обухвата планину Златибор и Ужице), Моравички Стари Влах (обухвата слив Моравице) и Златарски Стари Влах (обухвата Златар).
Читава ова област је богата културно-историјским знаменитостима. Једна од најпознатијих је манастир Милешева код Пријепоља.

## Историја
По пољском научнику Едуарду Богуславском назив "Влах" је словенска реч, којом су они звали Гале. Стари Влах се односи на Гале, прецизније Скордиске, а Словени ту настањени сачували су "спомен господарства Галског", именом "Стари Влах". Ови су се разликовали од Римљана - "Нових Влаха". Назив Стари Влах се односи на Латине, а не на Влахе (народ).
Шездесетих година XII вијека Стефан Немања оснива српску државу Рашку која је обухватала Рашку област и јужне дијелове Старог Влаха (Прибој и Пријепоље – Златарски Стари Влах). Сјеверни дијелови Старог Влаха (Златиборски и Моравички Стари Влах) налазили су се у посједу жупана Страцимира, а Немањиној држави су припојени тек око 1180-те године. Тада се први пут помиње Стари Влах, који је био једна од административних јединица Рашке. Касније је Рашка подијељена на жупе, и на овом простору их је било неколико.
Доласком Турака, сјеверни дијелови Старог Влаха, тачно одређени данашњим јужним границама општина Чајетине и Ивањице припадали су Смедеревском, а јужни Новопазарском санџаку.
Крајем 18. века формиран је кадилук "Стари Влах", у Новопазарском санџаку.
Данас појам Санџак означава територије бившег Новопазарског санџака. Ту спадају Рашка област, дијелови Старе Херцеговине код Пљеваља и јужни Стари Влах (златарски и мањи дијелови златиборског).